# Хорлачени (Ботошани)
Хорлачени (рум. Horlăceni) насеље је у Румунији у округу Ботошани у општини Шендричени. Oпштина се налази на надморској висини од 197 m.

## Становништво
Према подацима из 2002. године у насељу је живело 672 становника, од којих су сви румунске националности.